# Den store gavtyv
Den store gavtyv er en dansk film fra 1956.
- Manuskript Arvid Müller.
- Instruktion Johan Jacobsen.

Blandt de medvirkende kan nævnes:
- Ole Monty
- Asbjørn Andersen
- Marguerite Viby
- Preben Mahrt
- Bodil Miller
- Oscar Ljung
- Dirch Passer
- Johannes Marott
- Christian Jørgen "Tribini" Nielsen
- Gunnar Bigum
- Henry Nielsen
- Mogens Davidsen
- Henry Nielsen
- Mogens Brandt
- Kjeld Petersen
- Tao Michaëlis
- Hans Brenaa
- Paul Mourier
- Jens Kjeldby
- Per Wiking
- Lisbeth Movin
- Klaus Pagh
- Alfred Wilken
- Julie Grønlund
- Holger Juul Hansen
- Mimi Heinrich